# Lea Zoë Voss

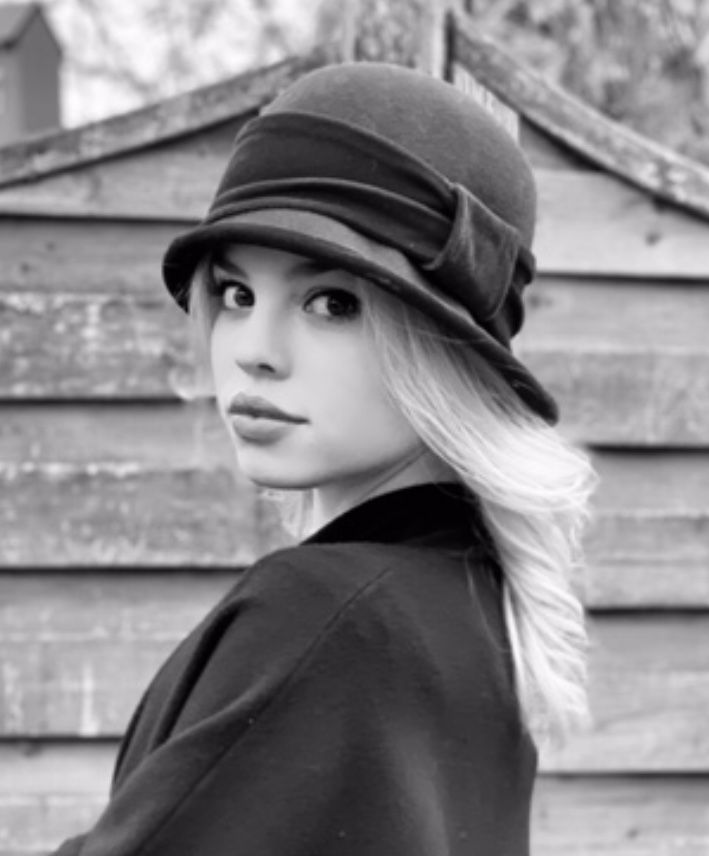
Lea Zoë Voss (2021)

Leanora „Lea“ Zoë Voss (* August 1996 in Bonn) ist eine deutsche Theater- und Filmschauspielerin.

## Leben
Voss belegte bis 2005 verschiedene Theater- und Musical-Kurse im Jungen Theater Bonn. Von 2015 bis 2016 gehörte sie zum dortigen Ensemble und wirkte beim Stück Kreuz und Quer mit. 2007 sammelte sie bereits Bühnenerfahrung im Stück Ossietzky Revue in der Bundeskunsthalle Bonn. 2016 schloss sie das Carl-von-Ossietzky-Gymnasium mit dem Abitur ab.
Erste Erfahrungen im Filmgeschäft machte sie 2015 in Zazy, wo sie eine kleine Rolle verkörperte. Von 2018 bis 2019 gehörte sie zur Stammbesetzung der Fernsehserie Druck, in der sie die Rolle der Kiki Machwitz verkörperte und so einem breiten Publikum bekannt wurde. Es folgte 2019 eine Besetzung in der Fernsehserie Das Wichtigste im Leben an der Seite von Jürgen Vogel. Im selben Jahr war sie jeweils in einer Episode der Fernsehserien SOKO Potsdam und Die Pfefferkörner zu sehen.
2019 war sie Jurymitglied des Kinder- und Jugendfilmpreises bei den 62. Nordischen Filmtagen Lübeck.
2019 stand sie für den Tatort Lass den Mond am Himmel stehn vor der Kamera, der am 7. Juni 2020 erstausgestrahlt wurde. Die Folge wurde für den Deutschen Fernsehkrimipreis 2020 und den Fernsehfilmpreis 2020 der Deutschen Akademie der Darstellenden Künste nominiert.
In der ZDFneo-Serie Liebe. Jetzt! spielt Voss die Hauptrolle Lucy. Die im Frühjahr 2020 gedrehte erste Staffel ist eine der ersten TV-Serien, die unter Corona-Bedingungen gedreht wurde und zugleich die Pandemie sowie ihre Folgen auf das menschliche Zusammenleben thematisiert. Die im Dezember 2020 erstmals ausgestrahlte zweite Staffel Liebe. Jetzt! Christmas Edition wurde für den Grimme-Preis 2021 nominiert.
Seit 2020 hat sie gemeinsam mit ihrer Schauspielkollegin Lilly Charlotte Dreesen den gemeinsamen Podcast Wo drückt’s? bei Spotify und Podimo.
2021 war Voss in vier Episoden der 15. Staffel als Nachwuchspolizistin Maje Törf in der Serie Notruf Hafenkante zu sehen.
Voss sprach 2021 erneut die Hauptrolle der Olivia in der Fortsetzung des Krimi-Hörspiels Lynn ist nicht allein. Der fiktionale True-Crime-Podcast hat bei Spotify und iTunes Platz eins in der Sparte Fiction-Podcasts erreicht. Außerdem wurde das Hörspiel als Finalist für den Deutschen Podcast Preis nominiert.
Im September 2021 wurde Voss mit dem Ensemble von Druck mit dem Deutschen Schauspielpreis 2021 in der Kategorie Ensemble ausgezeichnet. Sie spielte in der 5. Staffel wieder die Rolle der Kiki Machwitz. Für ihre Darstellung der Lucy in Liebe. Jetzt! wurde sie im September 2021 neben Soma Pysall und Franziska von Harsdorf für den New Faces Award in der Kategorie Beste Nachwuchsschauspielerin nominiert. 2022 stand sie für die zweite und dritte Staffel von Jenseits der Spree mit Jürgen Vogel vor der Kamera. An der Seite von Vogel spielte sie auch eine Journalistin in der Verfilmung der Graphic Novel Nachts im Paradies von Frank Schmolke. 
Voss gehört seit 2023 dem Netzwerk „Frauen 100“ an.
2024 spielte sie unter der Regie von Ramon Zürcher im Kinofilm Der Spatz im Kamin die lebensfrohe, tanzbegeisterte Tochter Johanna, deren Gelenke allerdings versteifen. Variety schrieb: “A scorching Lea Zoë Voss”. Das Drama hatte bei den Filmfestspielen in Locarno Premiere. Der Film erhielt den Preis der Filmkritik beim Filmfest Hamburg und die Auszeichnung als bester Film beim Pingyao International Film Festival, außerdem ist er nominiert für den Europäischen Filmpreis 2024.

## Filmografie
- 2015: Zazy
- 2018–2020: Druck (Web-/Fernsehserie, 41 Episoden)
- 2019: Nur die Spitzen (Fernsehfilm)
- 2019: Das Wichtigste im Leben (Fernsehserie, 8 Episoden)
- 2019: SOKO Potsdam (Fernsehserie, Episode 2x03)
- 2019: Die Pfefferkörner (Fernsehserie, Episode 16x12)
- 2020: Blutige Anfänger (Fernsehserie, Episode 1x08)
- 2020: Mädelsabend 2020 (Pantaflix)
- 2020: Tatort: Lass den Mond am Himmel stehn
- 2020: Das letzte Wort (Fernsehserie, Episode 1x04)
- 2020: Takeover – Voll Vertauscht
- 2020: Intimate (Webserie, Episode 1x08)
- 2020: Liebe. Jetzt! (Fernsehserie, 2 Episoden)
- 2021: Notruf Hafenkante (Fernsehserie, 4 Episoden)
- 2021–2022: Tonis Welt (Fernsehserie, zwei Staffeln)
- 2021: Am Anschlag – Die Macht der Kränkung (Mini-Serie, 6 Episoden)
- seit 2021: Jenseits der Spree (Fernsehserie)
- 2021: Die Toten von Salzburg – Vergeltung (Fernsehreihe)
- 2022: Lamia (Fernsehserie)[7]
- 2023: Intimate (Fernsehserie, Episode 1x06)
- 2023: Hotel Barcelona (Fernsehzweiteiler)
- 2024: Nachts im Paradies (Fernsehserie)
- 2024: Der Spatz im Kamin
- 2024: Der Fall Rigo (Fernsehfilm)
- 2025: Die Kanzlei (Fernsehserie, Episode 6x12)

## Theater
- 2007: Ossietzky Revue (Bundeskunsthalle)
- 2015–2016: Kreuz und Quer (Junges Theater Bonn)

## Podcast
- 2020: Wo drückt’s? (Zwei Staffeln für Podimo/Spotify)

## Hörspiel
- 2020–2021: Lynn ist nicht allein (FYEO/ProSiebenSat1, 2 Staffeln)
- 2024: Verletzte Generation (Hörspielpodcast, RTL+)

## Auszeichnungen
- 2021: Deutscher Schauspielpreis mit dem Ensemble von Druck
- 2021: Nominierung für den New Faces Award in der Kategorie Beste Nachwuchsschauspielerin
- 2022: Branchen-Romy für Die Macht der Kränkung